# 加拿大廣播公司電視
加拿大廣播公司電視台（英語：CBC Television）是加拿大的英語電視台，為全國公營電視網路，由加拿大廣播公司所擁有。

## 概覽
加拿大廣播公司電視提供一個完整的節目編排，一年365天以同一本地時間輸送同一節目——除了紐芬蘭的節目會遲30分鐘播出以外。CBC電視從2006年10月9日上午6時開始24小時播放節目，是為加拿大最後一個跟隨的大型英語電視台。在此之前，大部分屬於CBC的站台會在清晨時段（通常由上午1時到6時）收播。CBC不像其他私營電視台會播放資訊型廣告，或像BBC第一台般會與其新聞台同時播放，反而會利用這個時段重播以前的節目，包括當天的本地新聞、電視劇、電影、或是其他CBC收藏的節目。然而，加拿大廣播公司的另一個電視台加國法語頻道仍然會於每天凌晨休台。
CBC一直都有給予每個站台自己編排節目的時段，以容納不同地區的需要。可是，CBC近年削減給這些站台的撥款，導致大部分站台只能夠每天播放30分鐘的本地新聞，而無能力播放其他本地節目。為了扭轉這趨勢CBC於2005年表示會在一些市場擴展本地節目的規模為它的先導計劃。
直到90年代中期為止，加拿大廣播公司電視除了播放主要的加拿大節目以外還會加插一些不同的美國節目，用以與CTV電視網（CTV）和環球電視（Global）等其他加拿大私營電視台競爭。但自此之後，CBC電視就約束自己只播放純加拿大的節目，偶爾再加插一些英國節目、一些美國電影，和節目重播。
自2002年開始，CBC電視要求它所播放的所有節目都需要加上隱藏字幕。依照這個方針，只有第三團體的廣告才有權豁免加上隱藏字幕，然而只有少部份這些廣告才這樣做。此外所有節目、過場畫面、廣告版、宣傳片，何其他內部廣播都需要加上隱藏字幕。CBC電視有如此措施是基於一名失聰的律師向加拿大人權委員會的 投訴 而作出的 調停協議。

## 節目

### 新聞及公共事務
加拿大國營頻道的旗艦新聞廣播節目是《The National》，於每星期一至五晚上10時播放。在2006年10月之前，CBC旗下的站台都會在11時再播放一次——而這一次廣播就只包括重點新聞的部份，至於新聞分析與新聞紀錄片的環節則省略掉。自2006年10月之後這個時段被加拿大廣播公司新聞世界先前播放的《The Hour》所取替。
星期天晚上10點的新聞是由《CBC News: Sunday Night》負責；至於星期六晚上的該時段則最多只有一段簡短的新聞簡報——在國家冰聯球季期間，這段簡報就會插在加拿大冰球之夜播放第二場比賽的第一段中場休息期間播出。
黃昏6點鐘時段加拿大國營頻道會播放《CBC News at Six》，主要內容為本地新聞；在星期六黃昏則播放《Saturday Report》；至於星期天則沒有黃昏時段的新聞報導。新聞廣播也會在平日的早上6時和中午時份播放。除此以外，每個禮拜播放的新聞雜誌節目《the fifth estate》和如《The Passionate Eye》等電視紀錄片也是加拿大國營頻道的主打新聞節目。

### 體育
加拿大國營頻道的體育節目播放是由體育部（CBC Sports）負責。
加拿大國營頻道其中一個最受歡迎的節目是每週六晚上的加拿大冰球之夜（Hockey Night in Canada）。這節目自1952年開始，現場直播NHL冰球賽事的節目。在2004年國家冰聯的勞資雙方因遲遲未能達成協議而要取消2004-05年賽季的時候，CBC就決定利用這個時段播放不同的電影，並稱之為「加拿大電影之夜」（Movie Night in Canada），由原加拿大冰球之夜的主持人主持節目。有很多文化團體指責這個決定，並提議CBC應該播放些較小型的聯賽的賽事；CBC則回應這些聯賽的播映權已經由其他電視台所擁有，而且每次「電影之夜」都有在加拿大不同地方的冰球場內主持節目。
除了冰球之外，播放加拿大足球聯盟賽事的CFL on CBC也是CBC體育部的傳統節目之一。但這個傳統將會在2007-08年球季結束後終結，屆時CFL的常季賽和格雷杯的播映權將會轉移到TSN。CFL作出這個決定是因為CFL不滿CBC在2005年罷工期間影響到CFL賽事的播放。
另一個加拿大國營頻道主要播放的運動是冰壺。加拿大冰壺協會在2004—2005季度更授權CBC獨家播映所有有關賽事。但由於收視率不理想和CBC把一些賽事移到CBC加拿大地方頻道（CBC Country Canada）引起球迷激憤，加拿大冰壺協會便嘗試取消與CBC簽訂的合約，但CBC隨即要脅進行法律行動，最終雙方同意初賽的轉播權轉讓給TSN了事。
到了2006年6月15日，加拿大冰壺協會發表聲明，指TSN由2008-09年賽季開始將會獲得所有冰壺賽事在加拿大的獨家轉播權，中斷CBC長達四十多年轉播總決賽的權利。
隨著轉播權的流失，加拿大國營頻道極力爭取其他賽事的轉播權。到現時為止，他們與美國職棒大聯盟的多倫多藍鳥隊簽了兩年的轉播合約，以及轉播美國職業足球大聯盟的多倫多足球隊的賽事。除了這些以外加拿大國營頻道還擁有2008年奧林匹克運動會、及一些職業和業餘賽事的播映權。

### 娛樂
加拿大國營頻道最為人知的黃金時段節目有諷刺喜劇Royal Canadian Air Farce、This Hour Has 22 Minutes與Rick Mercer Report，以及This is Wonderland和Da Vinci's City Hall（是為Da Vinci's Inquest的續集）等電視劇。近年來如Coronation Street與《異世奇人》等英國製造的電視劇則越來越受觀眾注目。如上述，美國製造的電視劇越來越少出現，現在唯一經常播放的就只有下午時分的《辛普森一家》的重播、以及Arrested Development。總括來說，自從加拿大國營頻道改變路線之後收視率便嚴重地下滑，使CBC注入更多投資在小型連續劇等具有「大影響力」的節目身上，而這些節目的收視率並不會比大型連續劇的表現差。

### 兒童節目
加拿大國營頻道在每天早上和平日的中午時分都會播放兒童和青少年節目，分別被宣傳為Kids' CBC和The Outlet。然而，儘管加拿大國營頻道數次改動節目編排，這些節目的收視隨著特種頻道的崛起而不斷下降。

## 加國高清台
加拿大國營頻道自2005年3月5日開始，加設高清頻道，與多倫多站台同步播放節目。現時在溫哥華也有一個與溫哥華站台同步播放的高清台。
另外從2007年秋季開始，CBC更將它的新聞節目The National搬上高清台播放。

## 站台
大部份加拿大國營頻道的電視台（包括所有大城市的電視台）皆由CBC所擁有和經營。這些電視台的節目編排在除了偶爾有一些地區性的差異以外，基本上跟隨母台的節目編排。CBC旗下的電視台大多數都只使用CBC的標誌識別，而不用屬於其電視台的呼號，惟獨是開台或休台的時候才會使用該呼號（有些站台——如多倫多的CBLT——更從不顯示呼號）。所有由CBC所擁有和經營的站台呼號都使用同一套命名標準，乃是首兩個字母為"CB"和最後的字母為"T"，至於第三個字母則代表地區，而這個字母在同一個地區都為加拿大國家廣播電台第一台和第二台所用；唯一例外的是加國北方頻道在黃刀鎮、白馬市和伊魁特的站台。
有些人口比較小的地方會由私營的合作夥伴播放CBC的節目；換句話說，這些電視台由私人機構所擁有，但卻主要跟隨加拿大國營頻道的節目編排。然而這些私營的電視台大多會抽出中午節目和星期四晚上的藝術節目，改為播放些本地製作或是從其他頻道（特別是CH電視台）買來的節目，為這些頻道爭取僅有的曝光率（因為這些頻道並沒有在這些地區設電視台）。被抽出來的節目則會推遲播映，或者會被取消。新聞報導The National在這些電視台有著重要的地位，而絕大部分私營的合作夥伴都會另外製作本地新聞。隨著加拿大國營頻道開始24小時播放節目，有些私營的電視台也在深夜播放加拿大國營頻道的節目。
時至今天加拿大國營頻道的私營合作夥伴的數目漸漸減少，它們有的被CBC收購，有的被CHUM集團收購，成為A頻道的其中一員。而每當一個私營的電視台改與別的公司合作時CBC會安裝一個發射塔接收最接近的旗下電視台的訊號，以確保當地仍能接收到加拿大國營頻道的訊號。
加拿大國營頻道在努那福特、西北地區和育空的電視台統稱為加國北方頻道（CBC North），播放的節目主要迎合當地的原住民的口味，並且會以多種原住民語言播放，如因努伊特語、庫欽語和甸尼語等。

## 加拿大國營電視台在世界其他地方的廣播

### 加國新聞
從1994年到2005年7月為止，美國的世界新聞國際電視台都有播放加拿大國營頻道的新聞節目。
在2001年9月11日，包括C-SPAN在內的數個沒有自己的新聞部的美國電視頻道播放CBC在紐約和華盛頓對九一一恐怖襲擊事件的報導。自此之後數天C-SPAN均播放CBC每晚的新聞報導——The National。
除此以外，C-SPAN也會使用CBC的新聞片段去報導對加拿大有重大影響的新聞。當中包括：
- 加拿大國會選舉；
- 2000年9月期間，對皮埃爾·特魯多的逝世與國葬有長達六天的報導；
- 伊拉克戰爭——C-SPAN連續三個禮拜於晚上播放The National以報導在伊拉克的戰況；
- 於2003年仲夏發生的大停電；
- 加拿大國會下議院的重大事件，如國會開幕典禮等；
- 美國總統選舉；
  - 於2004年美國總統選舉翌日，C-SPAN播放The National用以報導加拿大人對該次選舉的看法；
- 美國總統到加拿大進行的國事訪問；

雖然美國公共電視網（PBS）母台的節目編排當中沒有任何CBC製作的節目，但有些PBS旗下的電視台也會播放一些加拿大國營頻道的節目，尤其是電視喜劇The Red Green Show。

### 加美邊境的觀眾
在接近加美邊境的美國城市，如貝靈漢、底特律和水牛城等，居民可透過無線電視接收加拿大國營頻道的訊號，而且這些觀眾人數並不少。同樣的情況也能在五大湖地區出現，以俄亥俄州的阿什塔比拉市為例，如果伊利湖的天氣狀況良好的話，該市可以透過湖對岸的倫敦市的發訊器接收訊號觀看加拿大國營頻道的節目。
至於離邊境遠一點的社區，當地的有線電視公司會提供加拿大國營頻道的訊號供用戶觀看，這些地方涵蓋華盛頓州、北達科塔州、明尼蘇達州、威斯康辛州、密西根州、紐約上州、佛蒙特州和緬因州的不同社區。
水牛城一向有龐大的觀眾群收看加拿大冰球之夜，而底特律的市民則比較喜歡加拿大國營頻道轉播的國家冰聯總決賽。而加拿大國營頻道對奧林匹克運動會的轉播也能夠從美國邊境一帶吸引一定的觀眾收看。

### 加勒比和百慕達
加拿大國營頻道在巴哈馬、巴貝多、百慕達以及千里達和多巴哥這些加勒比海國家都可藉由當地的有線電視觀看。

## 口號
- 1966年："Television is CBC" (電視就是CBC)
- 1970年左右："When you watch, watch the best" (看電視要看最好的)
- 1977年："Bringing Canadians Together" (把加拿大人團聚一起)
- 1980年："We Are the CBC" (我们是CBC)
- 1984年："Look to us for good things"  (看看我们的好东西)（主口号） / "Good To Know" (了解最好的)（新聞及公共事務部採用的口号）
- 1988年—1989年："Best on the Box" (電視機上最好的節目)
- 1990年—1991年："CBC and You" (CBC與你)
- 1992年—1994年："Go Public" (為公众而服務) / "CBC: Public Broadcasting" (CBC: 公共广播)（CBC在當時稱呼自己是公營广播機構）
- 1995年—2001年："Television to Call Our Own" (呼喚我们的電視台)
- 2002年—2007年："Canada's Own" (屬於加拿大的電視台)
- 2007年—2011年："Canada Lives Here" (加拿大人就在这里)
- 2011年—："The Power is Yours!!" (力量就是你的!!)

## 外部連結
- 官方網站（页面存档备份，存于）